# NEW EDITION 〜MAXIMUM HITS〜
『NEW EDITION 〜MAXIMUM HITS〜』（ニュー・エディション 〜マキシマム・ヒッツ〜）は、日本の女性ダンス・ボーカルグループMAXの3枚目のリミックスアルバムである。

## 概要
- CD+DVD・CDの2形態で発売。共にジャケットが異なる。
- 出産と育児で6年半ほど休業していたオリジナルメンバーのMina復帰後初のアルバムである。
- CDにはシングル12曲のニューミックスとボーナス・トラックとしてアルバム新曲「Are You Ready?」収録。
- DVDには収録シングル12曲のミュージック・クリップと特典映像としてメイキング映像を収録。

## 収録曲

### CD(New Mix)
1. Ride on time (eighteen degrees. MIX)
リミックス：eighteen degrees
10thシングル。
2. Love is Dreaming (Takashi Ikezawa MIX)
リミックス：Toshiyuki Abe
7thシングル。
3. Shinin' on - Shinin' love (Takashi Ikezawa MIX)
リミックス：Toshiyuki Abe
8thシングル。
4. 銀河の誓い (SADA MIX)
リミックス：Toshiyuki Abe
14thシングル。
5. Love impact (PAX JAPONICA GROOVE MIX)
リミックス：Yukiyasu Wada
12thシングル。
6. 一緒に･･･ (GIRA MUNDO MIX)
リミックス：Satoshi Hosoi
15thシングル。
7. Seventies (Anthology Disc Studio MIX)
リミックス：Toshiyuki Abe
4thシングル。
8. GET MY LOVE! (Ryosuke Nakanishi aka studio-R MIX)
リミックス：Toshiyuki Abe
5thシングル。
9. TORA TORA TORA (DJ PLANET MIX)
リミックス：Naoyuki Osada
3rdシングル。
10. Give me a Shake (Wall5, SpiceMagic MIX)
リミックス：Wall5, SpiceMagic
6thシングル。
11. Grace of my heart (Ryosuke Nakanishi aka studio-R MIX)
リミックス：Toshiyuki Abe
11thシングル。
12. 閃光-ひかり-のVEIL (CLAZZIQUAI PROJECT REMIX)
リミックス：DJ CLAZZIQUAI
9thシングル。
13. Are You Ready? [3:38]
作詞：Mona / 作曲：Adam Baptiste、David Astrom、Patrik Berggren / 編曲：Koma2 Kaz
ボーナストラック。新曲。

### DVD (Original Music Clips)
1. TORA TORA TORA (MUSIC CLIP)
2. Seventies (MUSIC CLIP)
3. GET MY LOVE! (MUSIC CLIP)
4. Give me a Shake (MUSIC CLIP)
5. Love is Dreaming (MUSIC CLIP)
6. Shinin' on - Shinin' love (MUSIC CLIP)
7. 閃光-ひかり-のVEIL (MUSIC CLIP)
8. Ride on time (MUSIC CLIP)
9. Grace of my heart (MUSIC CLIP)
10. Love impact (MUSIC CLIP)
11. 銀河の誓い (MUSIC CLIP)
12. 一緒に･･･ (MUSIC CLIP)
13. Making (2008 photo session)